# Shunting

Symbol der Betriebsart Shunting im Driver Machine Interface

Als Shunting (teils Shunting Mode, Abkürzung SH, in Deutschland teils Rangieren) wird im europäischen Zugbeeinflussungssystem ETCS eine Betriebsart (Mode) zum Rangieren (engl. „shunting“) bezeichnet. Shunting ist einer von 17 Modes der aktuellen ETCS-Spezifikation und kann auch zum Stärken und Schwächen von Zügen eingesetzt werden. In der Betriebsart Shunting gibt es keine ETCS-Fahrterlaubnis (engl. Movement Authority, MA) und es findet keine Überwachung der Fahrt durch die ETCS-Streckenzentrale statt.

## Fahren in Shunting
Der Mode soll in einem dauerhaft für Rangierfahrten freigegebenen Bereich (engl. Permanent Shunting Area, PSA) oder in einem temporär für Rangierfahrten freigegebenen Bereich (engl. Temporary Shunting Area, TSA) aktivierbar sein und Vorwärts- und Rückwärtsfahrten erlauben. Ein dauerhaft freigegebener Rangierbereich kann beispielsweise ein Rangierbahnhof oder ein Gleisanschluss sein.
Der erlaubte Rangierbereich kann mittels Grenzbalisen definiert werden. Eine gewisse technische Sicherung ist durch die Prüfung der Fahrzeugposition beim Wechsel nach SH sowie den Einsatz von Balisen möglich. Die Grenzen oder Ziele einer Rangierfahrt sind über ETCS selbst nicht erkennbar. Die für Zugfahrten mit ETCS zumeist zur Verfügung stehende umfassende Führerraumanzeige mit zulässigen Distanzen und weiteren Informationen steht in der Betriebsart Shunting nicht in diesem Umfang zur Verfügung.
Die im Mode Shunting zulässige Geschwindigkeit kann über den Nationalen Wert V_NVSHUNT vorgegeben werden. Sie beträgt standardmäßig 30 km/h, soweit kein anderer Wert übermittelt wird. Darüber hinaus kann infrastrukturseitig ein bestimmter Wert vorgegeben werden, der Vorrang vor dem Nationalen Wert bzw. dem Standardwert hat. Beispielsweise liegt bei DB Netz der Wert bei 40 km/h.

## Transition
Der Wechsel nach Shunting kann entweder durch den Triebfahrzeugführer oder die ETCS-Streckenzentrale (in Level 2) angestoßen werden. Im ersten Fall muss das Fahrzeug dafür stehen und der Triebfahrzeugführer eine Rangieranfrage an die ETCS-Streckenzentrale senden. Diese wird von der ETCS-Streckenzentrale auf Zulässigkeit geprüft und anschließend die Freigabe bzw. die Ablehnung erteilt. Zur Prüfung kann beispielsweise die Fahrzeugposition herangezogen und gegen zulässige Rangierbereiche oder Rangierstraßen abgeglichen werden. Alternativ kann in Level 2 die ETCS-Infrastruktur mittels Mode Profile den Wechsel in den Shunting Mode verlangen, wobei als einziger Parameter der Ort des Wechsels definiert werden kann. Hierbei erteilt die ETCS-Zentrale eine Fahrterlaubnis, die einen Wechsel der Betriebsart beinhaltet. In einem gewissen Abstand vor diesem Wechsel wird der Triebfahrzeugführer aufgefordert, den Wechsel zu bestätigen, andernfalls wird das Fahrzeug am Ende der Fahrterlaubnis (EoA) zum Stillstand gebracht.
Durch den Wechsel in die Betriebsart Shunting meldet sich das Fahrzeug von der ETCS-Streckenzentrale ab und die Verbindung wird abgebaut. Da sich der Fahrzeugverband jederzeit ändern kann, werden die Zugdaten gelöscht. Beim Wechsel in Shunting können in ETCS-Level 2 bis zu 15 Balisenkennungen, die ohne Eingriff der Zugbeeinflussung überfahren werden können, übermittelt werden. Daneben können schaltbare Balisen weitere Informationen übertragen.
Das Fahrzeuggerät muss binnen 15 Sekunden nach Aktivierung des Führerraums für Rangierfahrten in Betriebsart Shunting sein.
Zum Verlassen der Betriebsart Shunting muss das Fahrzeug stehen und der Triebfahrzeugführer das Fahrzeug in Grundzustand wechseln. Anschließend kann das Fahrzeug wenn eine ETCS-Fahrterlaubnis vorliegt, beispielsweise in der Betriebsart Full Supervision oder On Sight, bewegt werden.

## Anwendungen
Rangieren in ETCS ist bislang nicht harmonisiert. Verschiedene Länder nutzen verschiedene Verfahren. Eine Schwierigkeit liegt dabei beispielsweise in geschobenen Rangierfahrten, bei denen das schiebende Triebfahrzeug Balisen nicht rechtzeitig lesen kann. Auch auf eine fahrzeugseitige Anforderung für einen Wechsel nach SH reagiert eine ETCS-Streckenzentrale dabei je nach Infrastrukturbetreiber auf unterschiedliche Weise. Teils wird der Wechsel ohne weitere Prüfung quittiert, teils nur in definierten Rangierbereichen. Mitunter wird eine Liste der während der Rangierfahrt erlaubten Balisengruppen übermittelt, in anderen Fällen wird die Bestätigung oder Ablehnung mit einer Textnachricht begleitet.
Ebenfalls unterscheiden sich die Umsetzungen der Rangierbereiche. In Dänemark beispielsweise werden permanente Rangierbereiche ausschließlich in nicht stellwerksüberwachten Bereichen eingerichtet. In Norwegen hingegen kann ein permanenter Rangierbereich sowohl durch ein Stellwerk überwacht, als auch ein nicht stellwerksüberwachter Bereich sein.

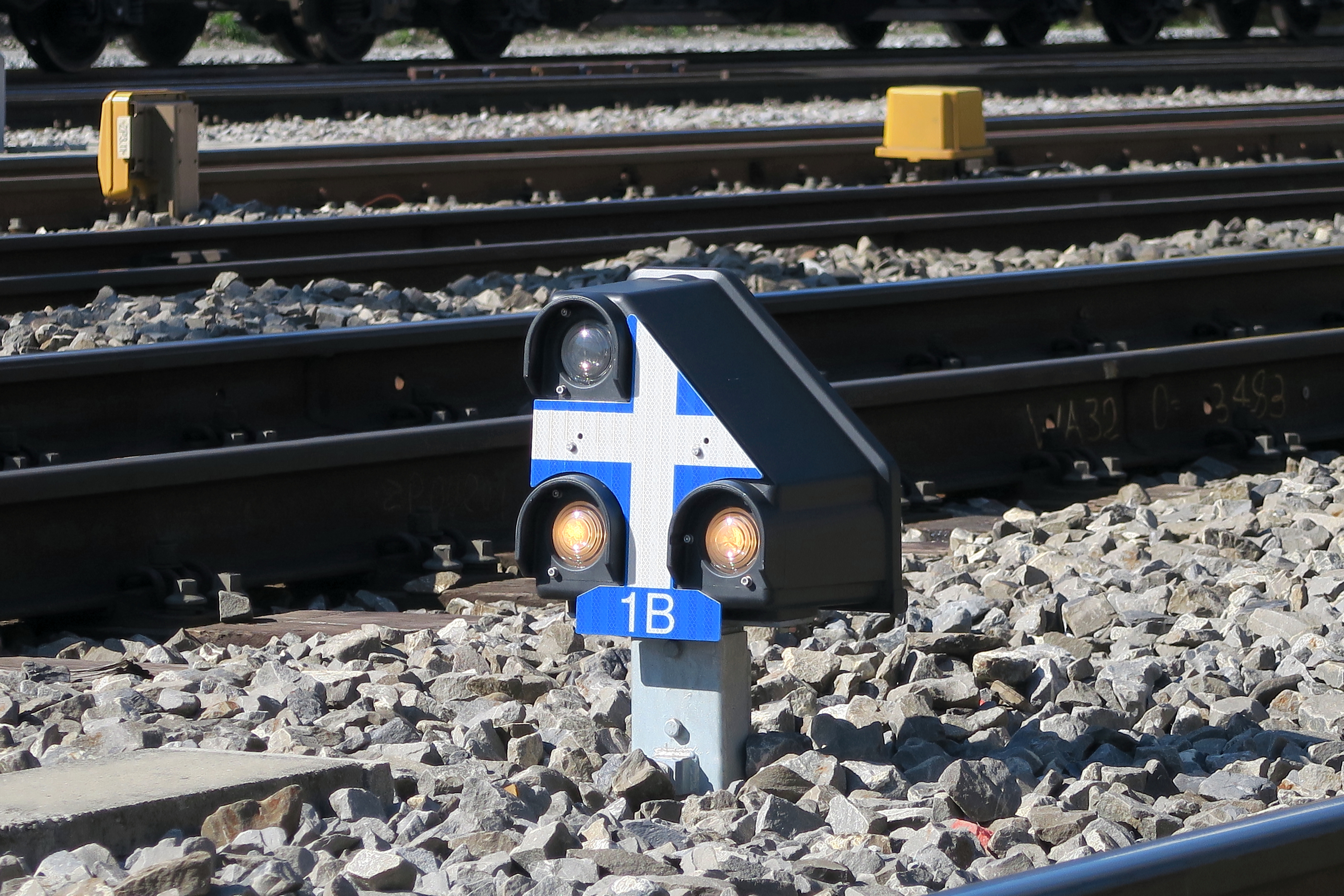
ETCS-Rangiersignal in der Schweiz

In ETCS-Level-2-Bereichen in der Schweiz gibt es seit 2015 ETCS-Rangiersignale. Es sind die einzigen Lichtsignale in sonst „ohne Signale“ ausgerüsteten Bereichen. In ETCS-Level-2-Bereichen, in denen 2015 erstmals rangiert wurde, war zunächst mangels Betriebserfahrungen eine Geschwindigkeitsbegrenzung für Zugfahrten auf 80 km/h eingeführt worden. Eine ähnliche Lösung, mit einem blauen Licht am Wartezeichen wird auch in Deutschland erwogen.
Shunting kommt im Bereich der DB Netz zum Stärken zum Einsatz. Zukünftig soll dafür On Sight verwendet werden.
Die Ausrüstung des Stuttgarter Hauptbahnhofs mit ETCS Level 2 ohne Signale wird im Lichte der eingeschränkten Shunting-Funktionalität erleichtert, da kein regelmäßiges Rangieren vorgesehen ist und auch Bereit- und Abstellung als Zugfahrten (zu einem nahe gelegenen Abstellbahnhof) erfolgen.
Mit der Betriebsart Supervised Manoeuvre soll zukünftig anzeigegeführtes und umfassend überwachtes Rangieren ermöglicht werden.